# Кобежицкий, Станислав
Стани́слав Кобежи́цкий (Станислав Кобержицкий; пол. Stanisław Kobierzycki; род. около 1600 — умер в 1665) — польский государственный деятель и историк.

## Биография
Был послом в Бельгии, с 1647 года гданьский (данцигский) каштелян, с 1656 года воевода поморский, славился своим красноречием.
Главный труд Кобержицкого: «Historia Vladislai Poloniae et Sueciae principis, ejus natales, infantiam, electionem usque ad excessum Sigismundi III» (Гданьск, 1655; русский перевод отрывков о походах Сигизмунда III и Владислава IV в России напечатан И. Боричевским в «Сыне Отечества», 1842, II, III, V) имеет важное значение. Кроме того, Кобержицкому принадлежат: «Obsidio Clari Montis Częstochoviensis ab exercitu Suecorum duce Burchardo Mellero» (Гданьск, 1656) и «De luxu Romanorum commentarius etc.» (1628; 2 издание, 1655).

## Издания
- Stanisław Kobierzycki. Historia Władysława, królewicza polskiego i szwedzkiego. Wrocław: Wydawnictwo Uniwersytetu Wrocławskiego, 2005. 460 s. ISBN 83-229-2673-1.
- Stanisław Kobierzycki. Obsidio clari montis. Oblężenie Jasnej Góry. Z języka łacińskiego K. Chmielewska, E. Rygał. Kraków: Collegium Columbinum, 2007. 258 s. (Biblioteka Tradycji, 64). ISBN 83-89973-63-4.
- Obsidio Clari Montis Częstochoviensis deiparae imagine a divio Lucae depictae in Regno Poloniae celeberrimi ab exercitu Suecorum duce Burchardo Mellero generali legato, authore Stanislao a Kobierzycko Kobierzycki
- СКАЗАНИЯ ПОЛЬСКОГО ИСТОРИКА КОБЕРЖИЦКОГО О ПОХОДАХ ПОЛЬСКОГО КОРОЛЯ СИГИЗМУНДА И КОРОЛЕВИЧА ВЛАДИСЛАВА В РОССИЮ Архивная копия от 18 мая 2015 на Wayback Machine